# Lore City

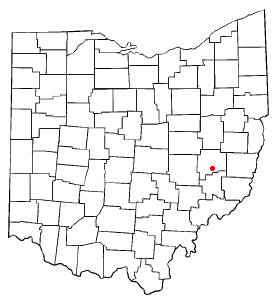
Lore City na planie stanu Ohio

Lore City – wieś w USA, w hrabstwie Guernsey, w stanie Ohio.
Według danych z 2000 roku wieś zamieszkiwana była przez 305 mieszkańców.